# Убийца по контракту
«Убийца по контракту» (англ. The Contract Killer или англ. Hitman, иер. трад. 殺手之王, упр. 杀手之王, кант.-рус.: Сат сау чи вон) — гонконгский боевик 1998 года с участием Джета Ли.

## Сюжет
В Гонконге неизвестный наёмник по прозвищу Король Убийц убил состоятельного японского криминального босса Цукамото. Поскольку убитый заранее организовал фонд мести в случае своего убийства, за Короля Убийц назначена награда в 100 млн долларов. Внук покойника, Эйдзи Цукамото, становится главой семьи и одним из охотников за убийцей деда.
Бывший солдат Фу — член небольшой банды, которая узнаёт о награде. Фу пытается войти в здание, в котором адвокаты Цукамото обсуждают условия выдачи премии, но получает отпор от охраны. Боевые навыки, которые Фу показал при защите, привлекают внимание Нгок Лоу, мелкого преступника. Лоу также хочет взяться за поимку убийцы и нанимает Фу в качестве громилы. Офицер Чань из Бюро Безопасности Гонконга предупреждает их не браться за это дело. Чтобы проверить навыки Фу, Лоу берёт небольшое дело по убийству местного преступника, а также покупает ему одежду и приводит бывшего солдата к себе домой на проживание. Вскоре Фу знакомится с Кхэй-кхэй, дочерью своего нового босса, которая является успешным адвокатом и стыдится за дела своего отца.
Мартин, главный адвокат в фонде мести Цукамото, узнаёт, что незадолго до смерти Цукамото заставили проглотить китайские векселя времён войны. Он готов продать эту информацию «охотникам», и, поскольку Эйдзи способен заплатить наивысшую цену, он первый и узнаёт цифры с проглоченного документа. Фу и Лоу следуют за Эйдзи в небольшой жилой комплекс, где узнают, что подозреваемым является старик по прозвищу дядя Лён, знакомый Лоу, которого он ранее пытался разыскать. Несмотря на все попытки убрать людей Эйдзи и священника-наёмника, Фу и Лоу не удаётся увести старика — он умирает от сердечного приступа во время побега, а затем получает выстрел в голову от Эйдзи.
Вернувшись в квартиру, Лоу признаётся Фу: много лет назад он встречался со стариком и узнал от него, что старик — ветеран, чья семья была убита японцами во время Японо-китайской войны. Старик хотел отомстить убийцам, но единственным богатством, что у него осталось, были векселя. Лоу сказал старику придержать ценные бумаги и, в случае убийства японца, обналичить их и перечислить их на его банковский счёт. Лоу только недавно узнал, что Цукамото был целью старика, и, поскольку японец был убит Королём Убийц, старик перевёл деньги Лоу на его счёт в банке. Это стало зацепкой для Эйдзи, которая указывает на то, что Лоу и есть Король Убийц.
В квартиру Фу и Лоу врываются охотники, и оба они не успевают продумать свои дальнейшие действия. Им едва удаётся сбежать, и Лоу планирует скрыться в материковом Китае. Прежде чем залечь на дно, они заглядывают на свадьбу Кхэй-кхэй. Там Фу вновь сталкивается с офицером Чанем и делает вывод, что тот настоящий Король Убийц, когда служитель закона сообщает, что не считает Лоу разыскиваемым всеми наёмником. Фу и Лоу отправляются к Мартину в пентхаус Эйдзи, где впоследствии Фу стреляет в своего босса и требует награду у Мартина. Адвокат, однако, сообщает, что Эйдзи изменил условия фонда, и теперь не важно, кто убил наёмника, Эйдзи единственный, кто получит деньги.
На месте начинается массовая драка, куда вскоре поспевает Чань, разодетый как Король Убийц, на помощь Фу и Лоу. Встроём они успешно расправляются с японской бандой, а Мартин остаётся переписывать условия фонда. Позже они вчетвером проводят встречу, на которой обсуждают планы. Чань уходит в отставку и нанимает Фу в качестве нового Короля Убийц.

## Исполнители ролей
| Актёр/актриса | Персонаж                 |
| Джет Ли       | Фу                       |
| Эрик Цан      | Нгок Лоу                 |
| Саймон Ям     | офицер полиции Чань      |
| Джиджи Лён    | Кхэй-кхэй                |
| Сато Кэйдзи   | Эйдзи Цукамото           |
| Пол Раповски  | боец-иностранец Цукамото |
| Ким Ип        | Мартин                   |
| Хидари Мейкен | Сасаки                   |
| Тимми Хо      | Дэвид                    |

## Номинации
| Церемония                           | Категория                      | Реципиент  | Результат |
| ----------------------------------- | ------------------------------ | ---------- | --------- |
| 18-я Гонконгская кинопремия         | Лучшая хореография             | Стивен Тун | Номинация |
| 35-й кинофестиваль «Золотая лошадь» | Лучшая хореография боевых сцен | Стивен Тун | Номинация |